# MOSTE
Le MOSTE est un indice boursier de la bourse du Monténégro, dont la cotation fut arrêtée au 31 décembre 2010.